# Гейрот, Фёдор Фёдорович
Фёдор Фёдорович (Фридрих Август Вильгельм) Гейрот (нем. Friedrich August Wilhelm Heuroth; 1776—1828) —  профессор ИМХА, лейб-медик, редактор; действительный статский советник. Отец генерал-майора А. Ф. Гейрота.

## Биография
Фридрих Август Вильгельм Гейрот родился 28 декабря 1776 года в городке Кельбра в Тюрингии; католик. Учился медицине в германских университетах; получив там диплом доктора медицины и хирургии.
В 1801 году он приехал в Россию и, по сдаче экзамена в Медицинской Коллегии, был зачислен ею кандидатом медицины в военно-сухопутный госпиталь на 6 месяцев для усовершенствования, как «не обнаруживший достаточных практических познаний». 
В 1802 году Гейрот получил степень лекаря, а затем, после прочтении пробной лекции: «De modo agendi medicaminum in corpus humanum», в 1803 году был назначен адъюнктом по кафедре патологии и терапии к профессору Ф. Ф. Саблеру. 
В 1804 году Фёдор Фёдорович Гейрот был отправлен в командировку в город Выборг для прекращения эпизоотии сибирской язвы; результатом явилось сочинение: «Медико-практическое описание о болезни, так называемой сибирской» («Praktische Beschreibung der sogenannten sibirischen Krankheit», 8°), одобренное медицинским советом и напечатанное в 1807 году за счёт Министерства внутренних дел Российской империи. 
В 1810 году он был избран членом-корреспондентом Императорской медико-хирургической академии, а в 1811 году получил в ИМХА степень доктора медицины и хирургии; в том же году был назначен  главным врачом в военно-сухопутный госпиталь. 
В 1812—1814 гг. Ф. Ф. Гейрот заведовал госпиталями в Витебске и Вильно, в 1813 году избран в члены Виленского медицинского общества. 
После смерти профессора Зузича, он был 19 сентября 1817 года был избран конференцией Академии на кафедру терапевтической клиники, которой и заведовал до самой смерти. 
Профессор Я. А. Чистович отзывался о Гейроте как о превосходном клиницисте и глубоко образованном враче; ему-то именно современные и последующие поколения врачей обязаны высоким уровнем научного клинического образования и честным, серьезным, гуманным взглядом на значение врача у постели больного. Он требовал от студентов тщательного отношения к истории болезни и с его же времени началось ежегодное собирание acta clinica; в 1822 году в аудитории терапевтической клиники еженедельно происходили диспуты между студентами на темы, назначенные конференцией; но это нововведение просуществовало не более года. 
В 1820 году Фёдор Фёдорович Гейрот был назначен вице-директором медицинского департамента военного министерства и лейб-хирургом. 
С 1823 года Гейрот состоял главным редактором «Военно-медицинского журнала» основанного по его и Виллие инициативе; подписка на него была обязательной для всех военных врачей, ветеринаров и фармацевтов (за счёт ежегодных отчислений из их жалованья).
В 1825 году он получил монаршее благоволение за труды по борьбе с астраханской холерой и был назначен лейб-медиком. 
В 1827 году Ф. Ф. Гейрот был произведён в академики. 
Фёдор Фёдорович Гейрот умер 26 января 1828 году от последствий болезни, схваченной во время петербургского наводнения 1824 года и был погребен на Волковом лютеранском кладбище.

## Избранная библиография
- «Медико-практическое описание о болезни, так называемой сибирской» («Praktische Beschreibung der sogenannten sibirischen Krankheit», 8°)

Статьи из «Военно-медицинского журнала»:
- О нервной горячке (1823);
- О госпитальной изнурительной горячке, лихорадке и антоновом огне (1824);
- О египетском воспалении глаз (1823);
- Медико-практическое описание сибирской язвы (1824);
- О цинге (1826);
- Некоторые замечания о болезнях животного плодотворения и об употреблении кровоочистительных средств (1826).